# Henri Pirenne
Henri Pirenne (født 23. december 1862 i Verviers, provinsen Liège i Belgien, død 25. oktober 1935 i Uccle) var en belgisk historiker. Han er også kendt for sin deltagelse i den ikke-voldelige modstand mod tyskerne som besatte Belgien under første verdenskrig.

## Virke
Pirenne var specialist i Belgiens middelalderhistorie og har bl.a. udgivet Bibliographie de l'histoire de Belgique (1893), Histoire de Belgique (6 bd, 1900-26), Les villes du moyen âge (1928), «La fin du moyen âge» (i Peuples et civilisations, 7, 1931) samt værdifulde udgaver af middelalderkrøniker. 
Henri Pirennes blivende bidrag inden for historieforskningen hviler på tre bidrag til forståelsen af europæisk historie. For det første med det som er blevet kendt som Pirenne-tesen, der drejer sig om middelalderens tilblivelse ud fra statsdannelser og nye handelsmønstre; for det andet for sin præsentation af belgisk middelalderhistorie, og for det tredje for en analyse og model vedrørende udviklingen af middelalderbyerne. 

### Pirenne-tesen
Det var ifølge Pirenne ikke de germanske folkevandringer der brød udviklingen i Europa. I stedet hævder han en anden katastrofeteori: Islams erobringer i 600- og 700-tallet nedbrød sammenhængen i middelhavsverdenen og blokerede den øst-vestlige fjernhandel som havde givet liv til antikkens økonomi. Det var under det tidehverv som begynder med Muhammed og slutter med Karl den Store at det agrare, selvhusholdende middelalderlige Europa dannedes, og antikken som livsform forsvandt.
Denne tese anfægtes af en række andre historikere.

## Værker i udvalg
- Histoire de Belgique
- Les villes du Moyen-Age, essai d’histoire économique et sociale, Bruxelles, Lamertin, 1927.
  - Norsk udgave: Byene i middelalderen : byenes opprinnelse og handelens gjenoppblomstring, 1968 – DK5: 91.6 Pirenne, Henri